# فلافيا ماكسميانا تيودورا
فلافيا ماكسميانا ثيودورا هي امبراطورة رومانية قرينة أصبحت زوجة للإمبراطور قسطنطين كلوروس من خلال مكسيميانوس ولا يعرف ان كانت ابنته الحقيقة ام أنها ابنة زوج والدتها يوتروبيا السابق أفرانيوس. أنجبت لقسطنطين كلوروس 6 أبناء 3 أولاد وهم فلافيوس دالماتيوس ويوليوس قنسطنطيوس وهانيبليانوس وثلاثة بنات وهن أناستاسيا وفلافيا جوليا قنسطنطينا وأوتروبياس.